# Un omicidio irrisolto: il caso Rohwedder
Un omicidio irrisolto: il caso Rohwedder è una docuserie tedesca del 2020 pubblicata su Netflix il 25 settembre 2020. È incentrata sul politico tedesco Detlev Karsten Rohwedder, capo del Treuhandanstalt, assassinato nella sua casa di Düsseldorf il 1 aprile 1991.

## Cast
- Alfred Hartung
- Tobias Kasimirowicz
- Beate Malkus